# Art Hirahara
Art Hirahara (geboren 1971 in San Francisco) ist ein japanischstämmiger US-amerikanischer Jazzpianist und -komponist des Modern Jazz. Er ist zudem Musikproduzent.

## Leben
Hirahara studierte Musik am Oberlin Conservatory of Music und am California Institute of the Arts. Er zog 2003 aus der San Francisco Bay Area nach New York City und ist seither Teil der New Yorker Jazzmusikerszene.
Das Debütalbum des Pianisten als Leader, Edge of This Earth, erschien 2000. Bei Posi-Tone Records kam 2011 sein zweites Album als Bandleader heraus. Noble Path wurde in Triobesetzung mit Yoshi Waki am Bass und Dan Aran am Schlagzeug eingespielt. Sein drittes Album, Libations & Meditations, erschien 2015 beim selbigen Label. Beteiligt am Trio waren die Musiker Linda Oh (Bass) und John Davis (Drums). Zudem wirkte er 2006 bei Fred Hos Produktion Deadly She-Wolf Assassin at Armageddon!/Momma’s Song mit. Zu hören ist er auch auf Stacey Kents Album Summer Me, Winter Me (2023) und Josh Lawrence’ Measured Response (2024).
Hirahara lebt in Brooklyn. Er tourt häufig in Japan.

## Stil
Laut Musikkritiker Nate Chinen (New York Times) bringt Hirahara weitgespannte Kompetenzen in seine Alben: elektronische Kompositionstechniken, westafrikanische Rhythmen, Anklänge an balinesische Gamelanmusik und diverse Stränge der Avantgarde.

## Diskografische Hinweise
Bandleader/Co-Leader
- 2000: Edge of This Earth, mit Bob Kenmotsu (Tenorsax), Jeff Alkire (Altosax), Chuck MacKinnon (Trompete), Benjamin Rubin (Bass), Jason Lewis (Drums).
- 2011: Noble Path (Posi-Tone Records), mit Yoshi Waki (Bass), Dan Aran (Drums).
- 2014: Libations & Meditations (Posi-Tone), mit Linda Oh (Bass), John Davis (Drums).
- 2017: Central Line, mit Donny McCaslin
- 2020: Balance Point (Posi-Tone), mit Joe Martin, Melissa Aldana
- 2021: Stacey Kent & Art Hirahara: Songs from Other Places (Candid)
- 2022: Verdant Alley, mit Donny McCaslin, Boris Koslov, Rudy Royston
- 2023: Echo Canyon (Posi-Tone), mit Boris Koslov, Rudy Royston
- 2025: Peace Unknown

## Belege
1. ↑  Otonowa with Akira Tana (Memento vom 20. Juni 2015 im Internet Archive), Stanford University vom 10. Juli 2015
2. 1 2  Vocal overdubs, editing and Mixing (Memento des Originals vom 6. September 2015 im Internet Archive)  Info: Der Archivlink wurde automatisch eingesetzt und noch nicht geprüft. Bitte prüfe Original- und Archivlink gemäß Anleitung und entferne dann diesen Hinweis., PledgeMusic vom 6. August 2015
3. 1 2  Albums from Art Hirahara and Death Grip (Memento vom 2. April 2015 im Internet Archive), Wayback Archive der New York Times vom 5. Januar 2015, abgerufen am 29. August 2015.
4. ↑  Art Hirahara - Noble Path (Memento vom 29. August 2015 im Internet Archive), Rezension in Down Beat August 2011 S. 70.
5. ↑  Art Hirahara: Libations & Meditations (2014), Rezension auf All About Jazz vom 16. Dezember 2014.
6. ↑  "Art Hirahara", Posi-Tone Records, abgerufen am 29. August 2015.

| Personendaten    | Personendaten                                      |
| ---------------- | -------------------------------------------------- |
| NAME             | Hirahara, Art                                      |
| KURZBESCHREIBUNG | US-amerikanischer Jazzmusiker (Piano, Komposition) |
| GEBURTSDATUM     | 1971                                               |
| GEBURTSORT       | San Francisco                                      |